# Paradicta
Paradicta es un género de insectos blatodeos (cucarachas) de la familia Blaberidae, subfamilia Blaberinae.
Dos especies pertenecen a este género:
- Paradicta minima Grandcolas, 1992
- Paradicta rotunda Grandcolas, 1992

## Distribución geográfica
Se pueden encontrar, según especies, en Colombia y la Guayana Francesa.